# Constantin Grecu
Constantin Grecu (ur. 8 czerwca 1988 w Krajowie) – rumuński piłkarz grający na pozycji obrońcy. Od 2015 jest zawodnikiem klubu Pandurii Târgu Jiu.

## Kariera piłkarska
Grecu profesjonalną karierę rozpoczął w mało znanym klubie Energia Rovinari, z której zimą 2008 roku przeniósł się do Pandurii Târgu Jiu. Spędził w tym zespole trzy lata. Zimą 2011 roku został graczem klubu Universitatea Kluż, z którego pół roku później przeniósł się do Petrolul Ploeszti. Latem 2013 roku został zawodnikiem Dinama Bukareszt, z którym podpisał trzyletni kontrakt.

## Kariera reprezentacyjna
W reprezentacji Rumunii zadebiutował 27 stycznia 2012 roku w towarzyskim meczu z Turkmenistanem. Na boisku przebywał przez pełne 90 minut.
| Mecze i gole w reprezentacji | Mecze i gole w reprezentacji | Mecze i gole w reprezentacji | Mecze i gole w reprezentacji | Mecze i gole w reprezentacji | Mecze i gole w reprezentacji | Mecze i gole w reprezentacji |
| #                            | Data                         | Stadion                      | Rywal                        | Wynik                        | Gol                          | Rozgrywki                    |
| 2012                         | 2012                         | 2012                         | 2012                         | 2012                         | 2012                         | 2012                         |
| ---------------------------- | ---------------------------- | ---------------------------- | ---------------------------- | ---------------------------- | ---------------------------- | ---------------------------- |
| 1.                           | 27.01.2012                   | Belek, Turcja                | Turkmenistan                 | 4:0                          | 0                            | towarzyski                   |

## Sukcesy
Petrolul
- Puchar Rumunii: 2013